# Szemfényvesztők (film)
A Szemfényvesztők (eredeti cím: Now You See Me) 2013-ban bemutatott amerikai-francia thriller, melyet Louis Leterrier rendezett. A főbb szerepekben Jesse Eisenberg, Mark Ruffalo, Woody Harrelson, Mélanie Laurent, Isla Fisher, Dave Franco, Common, Michael Caine és Morgan Freeman látható.

## Cselekménye
A világ legjobb bűvészeiből egy csapat alakul, akik egy olyan produkciót eszelnek ki, amelynek az a lényege, hogy előadás közben kirabolnak egy bankot. A nézők nem tudják, hogy amit látnak, az illúzió vagy valóság, ami egy jó trükk esetén megszokott dolog.
A történet 4 emberrel kezdődik, akiket egy-egy bűvésztrükk bemutatása közben láthatunk, a bűvészkedés különböző részeiből. Ezután mind a 4 tag kap egy kártyát, ahol egy időpont és egy helyszín szerepel, ahol találkoznak és összeismerkednek. A következő jelenet egy színpadon játszódik, ahol a 4 bűvész a közönséget nyűgözi le, és megtörténik a bank kirablása. Ezután az FBI és az Interpol is üldözi őket, el is kapják, de semmi sem tudnak rájuk bizonyítani, így kénytelenek elengedni őket. Ezután az FBI találkozik egy emberrel, aki egy volt bűvész és leleplezi számukra a bankrablós trükköt. Ezután a bűvészek Franciaországba repülnek, ahová az FBI és az Interpol is elmegy. A következő produkciójuknál egy gazdag embert, aki a pénzét törvénytelenül szerezte, ,,megloptak” és szintén a közönségnek adták. Az FBI és az Interpol szintén nem tudták elkapni. Ezután rájönnek a bűvészek tartózkodási helyére, de elkapni őket szintén nem tudják. Ezt egy kisebb autós üldözés követ, ahol az egyik bűvész látszólagosan életét veszti.  A maradék 3 bűvész egy videót készít, hogy sajnálják társukat, de az utolsó nagy dobást meg kell csinálniuk nélküle. A látszólagosan eltűnt bűvész segítségével kirabolnak egy széfet, tele pénzzel, amit később a volt bűvész autójában rejtenek el. Közel jártak a lebukáshoz, de szintén sikerült meglépniük. Ezután egy másik helyszínre mennek, ahol találkoznak a 4. bűvésszel, és az egyik FBI-ügynökkel, akiről kiderült, hogy a bűvészek beépített embere. A végén a volt bűvész a börtönben van a lopott pénz miatt az autójában, és az FBI-ügynök leleplezi magát előtte és kiderült, hogy azért állt a bűvészek oldalára, mert a volt bűvész miatt az apja, egy világhírű bűvész meghalt, amit meg akart bosszulni.

## Szereplők
| Színész         | Szerep                  | Magyar hang    |
| --------------- | ----------------------- | -------------- |
| Jesse Eisenberg | J. Daniel "Danny" Atlas | Szatory Dávid  |
| Woody Harrelson | Merritt McKinney        | Stohl András   |
| Isla Fisher     | Henley Reeves           | Ruttkay Laura  |
| Dave Franco     | Jack Wilder             | Varju Kálmán   |
| Mark Ruffalo    | Dylan Rhodes            | Rajkai Zoltán  |
| Morgan Freeman  | Thaddeus Bradley        | Helyey László  |
| Michael Caine   | Arthur Tressler         | Fülöp Zsigmond |
| Michael Kelly   | Fuller ügynök           | Lux Ádám       |
| Mélanie Laurent | Alma Dray               | Pálmai Anna    |